# IDTV
L'iDTV (acronimo inglese di Integrated Digital TeleVision), anche scritto IDTV, è un televisore con sintonizzatore digitale integrato che consente la ricezione dei canali della televisione digitale. In alternativa all'iDTV vi è il set-top box per la televisione digitale che consente ad un televisore analogico, in cui non è integrato l'apposito sintonizzatore, di ricevere comunque i canali televisivi trasmessi in digitale. 